# Генрі (Теннессі)
Генрі (англ. Henry) — місто (англ. town) в США, в окрузі Генрі штату Теннессі. Населення — 446 осіб (2020).

## Географія
Генрі розташоване за координатами 36°12′1″ пн. ш. 88°24′39″ зх. д. / 36.20028° пн. ш. 88.41083° зх. д. (36.200366, -88.410853).  За даними Бюро перепису населення США в 2010 році місто мало площу 3,75 км², уся площа — суходіл.

## Демографія
Згідно з переписом 2010 року, у місті мешкали 464 особи в 164 домогосподарствах у складі 117 родин. Густота населення становила 124 особи/км².  Було 206 помешкань (55/км²).
Расовий склад населення:
| - 79,5 % — білих - 10,1 % — чорних або афроамериканців - 0,6 % — корінних американців - 6,5 % — осіб інших рас |

До двох чи більше рас належало 3,2 %. Частка іспаномовних становила 13,4 % від усіх жителів.
За віковим діапазоном населення розподілялося таким чином: 29,3 % — особи молодші 18 років, 59,1 % — особи у віці 18—64 років, 11,6 % — особи у віці 65 років та старші. Медіана віку мешканця становила 36,3 року. На 100 осіб жіночої статі у місті припадало 94,1 чоловіків;  на 100 жінок у віці від 18 років та старших — 85,3 чоловіків також старших 18 років.
Середній дохід на одне домашнє господарство  становив 34 862 долари США (медіана — 28 625), а середній дохід на одну сім'ю — 40 089 доларів (медіана — 37 969). За межею бідності перебувало 29,2 % осіб, у тому числі 50,3 % дітей у віці до 18 років та 1,9 % осіб у віці 65 років та старших.
Цивільне працевлаштоване населення становило 214 осіб. Основні галузі зайнятості: виробництво — 38,3 %, освіта, охорона здоров'я та соціальна допомога — 15,9 %, сільське господарство, лісництво, риболовля — 7,9 %, оптова торгівля — 6,1 %.